# Walter Lindström
Walter Lindström, född Robert Valter Lindström 5 februari 1893 i Norrköping, död 25 april 1967 i Farsta, var en svensk skådespelare.
Lindström är begravd på Skogskyrkogården i Stockholm.

## Filmografi
- 1934 – Simon i Backabo
- 1934 – Sången till henne
- 1934 – Sången om den eldröda blomman
- 1934 – Kungliga Johansson
- 1935 – Kärlek efter noter
- 1935 – Flickornas Alfred
- 1936 – 65, 66 och jag
- 1936 – Johan Ulfstjerna
- 1936 – 33.333
- 1936 – Bröllopsresan
- 1937 – John Ericsson – segraren vid Hampton Roads
- 1937 – Klart till drabbning
- 1938 – Vi som går scenvägen
- 1938 – Fram för framgång
- 1939 – Då länkarna smiddes
- 1939 – Landstormens lilla Lotta
- 1939 – Filmen om Emelie Högqvist
- 1940 – Stora famnen
- 1940 – Karusellen går
- 1940 – Fram för framgång
- 1940 – Ett brott
- 1940 – En, men ett lejon!
- 1940 – Åh, en så'n advokat
- 1941 – Uppåt igen
- 1941 – Springpojkar är vi allihopa
- 1941 – Spökreportern
- 1941 – Söderpojkar
- 1941 – Göranssons pojke

## Teater

### Roller
| År   | Roll | Produktion                     | Regi | Teater                        |
| ---- | ---- | ------------------------------ | ---- | ----------------------------- |
| 1935 |      | Filip den store Oscar Rydqvist |      | Vanadislundens friluftsteater |